# 椿原愛
椿原 愛（つばきはら あい、1992年5月26日 - ）は、日本のタレント、俳優、元グラビアアイドルである。富山県出身。アービング所属。

## 経歴
小学生の時に走幅跳で県大会入賞を果たし、中学でスカウトされた陸上部でも走高跳で入賞。特待生で入学した高校時代には、走高跳で富山県1位となり、インターハイと国体にも出場した。その後、2013年に富山市内の美容学校を卒業。大阪で芸能活動を開始したが、2016年春に東京に活動拠点を移した。
2016年にグラビアアイドルとしての活動を開始した。2017年には発売予定のイメージDVDがDMM.comの週間ランキングで1位となるなど、注目を集めている。2017年3月1日より、所属事務所をユキプロダクションから、アービングに移籍した。

## 人物
- 仲の良いタレントは高橋凛。ファンからはあいとりんの愛称で知られている。
- 体型を見せるためもあり外出時はTバックを貫いている[8]。特にTバックは戦闘服と呼ぶほど愛用している[8]。

## 出演

### テレビドラマ
- ぼくは愛を証明しようと思う。（2017年12月28日、テレビ朝日） - 真利 役
- セミオトコ（2019年7月26日 - 9月13日、テレビ朝日） - 相田直美 役
- リコカツ 第4話 - （2021年5月7日 - 6月18日、TBS） - 岩田三十五 役
- 忍者に結婚は難しい 第3話・第4話（2023年1月19日・26日、フジテレビ） - 女性 役

### 映画
- 幻の蛍（2022年夏公開予定、イハフィルムズ） - 小野寺咲 役[9]

### ラジオ
- 東京かわいいステーション パーソナリティ（2016年10月 - 、FM-FUJI）[1]

### テレビ番組
- 出川一茂ホラン☆フシギの会（テレビ朝日、不定期）

### ウェブテレビ
- DTテレビ（2018年 - 、AbemaTV）

### ウェブドラマ
- キカタン（2025年4月26日 - 、BUMP） - 皆月さらん 役[10]

### PV
- ゆず「マスカット」（2018年）

### 広告
- コカコーラ2019年カレンダー（7月・8月）

### ショー
- 東京オートサロン2019「FALKEN」（2018年1月11日 - 13日、幕張メッセ）

### YouTube
- 【ドッキリ検証】「オードリー春日 ドーピングドッキリ[11]」(2021年8月7日、佐久間宣行のNOBROCK TV)

## 作品

### DVD
- 恋のリハーサル（2016年6月24日、竹書房）
- 渋谷区立原宿ファッション女学院 番外編 ソロイメージ（2016年8月16日、オルスタックソフト販売）
- Loving（2016年11月25日、エスデジタル）[4][5]
- せんせ。（2017年3月25日、エアーコントロール）
- 誘惑の愛（2017年6月23日、スパイスビジュアル）
- 愛のリクルート（2018年2月17日、双葉社）
- Can’t stop love～愛が止まらない～（2018年5月25日、エアーコントロール）

### 写真集
- 「一妄打尽」（2018年4月1日、妄想マンデー）撮影：今野杏南 - 発行番組出演者による写真集[12]